# Николај Васиљевич Вујич
Николај Васиљевич Вујич (рус. Никола́й Васи́льевич Ву́ич) је био руски царски генерал који се борио у руско-шведском рату, руско-турском рату, пољском походу и Наполеоновим ратовима. Истицао се у свим ратовима у одбрани царске Русије и својом снагом допринео успеху коалиционих снага у рату против Наполеона. Његов портрет сада виси у Војној галерији Зимског дворца.

## Биографија
Преци Николаја Вујича су се доселили у Русију из српских земаља средином 18. века. Руска војна евиденција показује да се пријавио у 12. Ахтирски хусарски пук 12. децембра 1777. Прешао је у Белоруски јегерски корпус 8. априла 1787. са чином заставника.
Године 1790. постављен је за капетана за јуриш на тврђаву Измаил. За храброст исказану у Пољско-руском рату 1792. добио је чин мајора. Био је командант 11. (раније 12.) шасерског пука (од 10. септембра 1800, са паузом од 27. марта до 28. августа 1803). Унапређен је у чин пуковника 18. септембра 1803. године.
У походу на Пољску 1806–1807, са чином пуковника, одликован је за храброст код Ејлауа и против Швеђана. Касније, 1812. године, Вујић се борио код Витебска и Смоленска са одликом.

## Бородинска битка
Под врховним командантом Барклајем де Толијем у бици код Бородина, Вујичу је наређено да постави бајонет да би преузео контролу над мостом преко реке Колоча. Пуковник Вујич, чија је Јегерска бригада била најближа мосту, имао је само осам батаљона, али су они били нетакнути, а Французи су одбијени уз велике губитке. Његови сапери су потом дигли мост у ваздух. Истовремено, још једном руском генералу Николају Рајевском била је потребна помоћ и три јегерска пука под Вуичевом командом отишла су да помогну Рајевском да заштити десно крило руске армије, познатије као „Редут Рајевског“. Те године (21. новембар 1812) Вујич је уздигнут у чин генерал-мајора.
У другом периоду рата, Вујиш је учествовао у нападу на град Вереју, у бици код Малојарославца и бици код Красноја. За изузетну храброст исказану у Малојарославцу, добио је од цара орден „Златно оружје са дијамантима”. Учествовао је у кампањама 1813. и 1814. против Наполеонове Француске, добијајући Орден Светог Георгија 3. класе (додељен 30. марта 1813.) и преузимајући команду над 24. пешадијском дивизијом. Постављен за команданта 3. бригаде 24. пешадијске дивизије, Вујич је био у саставу Северне армије у кампањи 1813–1814, која је учествовала у биткама код Деневица, Лајпцига, Кране, Лаона и заузимања Париза, због чега је одликован је Орденом Свете Ане 1. степена и Орденом Светог Георгија 3. реда као као и дијамантски знаци Ордену Свете Ане 1. степена.
Дана 27. новембра 1816. постао је начелник 24. пешадијске дивизије, а 11. новембра 1827. године 18. пешадијске дивизије. Добио је титулу племића 28. новембра 1829. године.
Николај Васиљевич Вујич је умро 1836. године.
Његов унук Николај Вујић био је руски сенатор за време цара Николаја II у Русији.

## Белешке
1. ↑  енгл.